# Alaverdi
Alaverdi este un oraș din Provincia Lori, Armenia.

## Personalități născute aici
- Mane Tandilian (n. 1978), politician.